# سيبيل شيبيرد
سيبيل لين شيبيرد (بالإنجليزية: Cybill Shepherd)‏ (ولدت في 18 فبراير 1950) ممثلة مغنية وعارضة أمريكية سابقة.

## روابط خارجية
- الموقع الرسمي
- سيبيل شيبيرد على موقع IMDb (الإنجليزية)
- سيبيل شيبيرد على موقع الموسوعة البريطانية (الإنجليزية)
- سيبيل شيبيرد على موقع روتن توميتوز (الإنجليزية)
- سيبيل شيبيرد على موقع مونزينجر (الألمانية)
- سيبيل شيبيرد على موقع ألو سيني (الفرنسية)
- سيبيل شيبيرد على موقع ميوزك برينز (الإنجليزية)
- سيبيل شيبيرد على موقع تيرنر كلاسيك موفيز (الإنجليزية)
- سيبيل شيبيرد على موقع أول موفي (الإنجليزية)
- سيبيل شيبيرد على موقع قاعدة بيانات برودواي على الإنترنت (الإنجليزية)
- سيبيل شيبيرد على موقع قاعدة بيانات الأفلام السويدية (السويدية)